# 평양 감사
"평양 감사"는 한국에서 제작된 조긍하 감독의 1964년 영화이다. 신영균 등이 주연으로 출연하였고 차태진 등이 제작에 참여하였다.

## 출연

### 주연
- 신영균
- 최은희
- 김혜정

## 기타
- 조명: 최의정
- 미술: 이봉선